# Altan (musikgrupp)
Altan är en irländsk folkmusikgrupp från Gweedore i Donegal.

## Historia
Frankie Kennedy brukade resa från Belfast till Donegal på sina sommarlov, där han studerade iriska och musik. Han träffade där Mairéad Ní Mhaonaigh. De gifte sig 1981. De medverkade tillsammans på den välkända belfastsångaren och iriskaentusiasten Albert Frys tre första album. Två år senare gav de ut sin första skiva tillsammans, Ceol Aduaidh (Musik från Norden). Ní Mhaonaigh växte upp i det iriskspråkiga Gweedore (Gaoth Dobhair), där hon lärde sig spela fiol av sin far Francie Mooney, som själv är fiolspelare. Under denna tid var Donegalmusiken knappt känd utanför området. 
Nästa person att bli medlem i gruppen var Ciarán Curran från Fermanagh som spelade bouzouki. Mark Kelly spelade gitarr och dessa fyra gav ut nästa album, Altan, trots att Altan inte användes av gruppen tills nästa album kom, Horse With a Heart. Namnet kommer från Lough Altan i nordvästra Donegal.
De gav ut fyra album på skivbolaget Green Linnet Records, vilka alla sålde bra på den amerikanska marknaden. Skivorna fick höga placeringar på Billboard-listan samt listor på Irland. En annan fiolspelare, Paul O'Shaughnessy, var också medlem i gruppen under flera år. Han ersattes senare av Ciarán Tourish. Gitarristen Dáithí Sproule gick med i bandet 1992. Frankie Kennedy, som var bandets ledare och manager, drabbades av cancer samma år, han avled 1994 på Royal Victoria Hospital i Belfast.
1996 skrev de kontrakt med Virgin Records, men de lyckades inte med någon kommersiell framgång.

## Medlemmar

### Nuvarande medlemmar
- Mairéad Ní Mhaonaigh – fiol, sång
- Dermot Byrne – dragspel
- Ciarán Tourish – fiol
- Ciarán Curran – bouzouki
- Mark Kelly – bouzouki, gitarr
- Dáithí Sproule – gitarr

### Tidigare medlemmar
- Frankie Kennedy – flöjt
- Paul O'Shaughnessy – fiol
- Gearóid Ó Maonaigh – gitarr

## Diskografi
Frankie Kennedy and Mairéad Ní Mhaonaigh (studioalbum)
- Creol Aduaidh (1983)
- Altan (1987)

Altan (studioalbum)
- Horse with a Heart (1989)
- The Red Crow (1990)
- Harvest Storm (1991)
- Island Angel (1993)
- Once Again 1987-93 (1993)
- The First Ten Years (1986-1995) (1995)
- Blackwater (1996)
- Runaway Sunday (1997)
- Altan's Finest (1999)
- Another Sky (2000)
- The Blue Idol (2002)
- Local Ground (2005)
- 25th Anniversary Celebration (2010)
- Gleann Nimhe – The Poison Glen (2012)
- The Widening Gyre (2015)
- The Gap Of Dreams (2018)

Altan (samlingsalbum)
- The First Ten Years (1986–1995) (1995)
- The Best of Altan (1997)
- Altan's Finest (2000)
- Once Again 1987–93 (2000)
- The Best of Altan: The Songs (2003)